# 禾丰布依族苗族乡
禾丰布依族苗族乡是中华人民共和国贵州省貴陽市开阳县下辖的一个民族乡。

## 行政区划
禾丰布依族苗族乡下辖以下村级行政区划单位：
大桥社区、王车村、马头村、典寨村、穿洞村、长红村和田冲村。

## 中国传统村落
2012年，马头村被评为首批“中国传统村落”。